# Cigarral de Menores

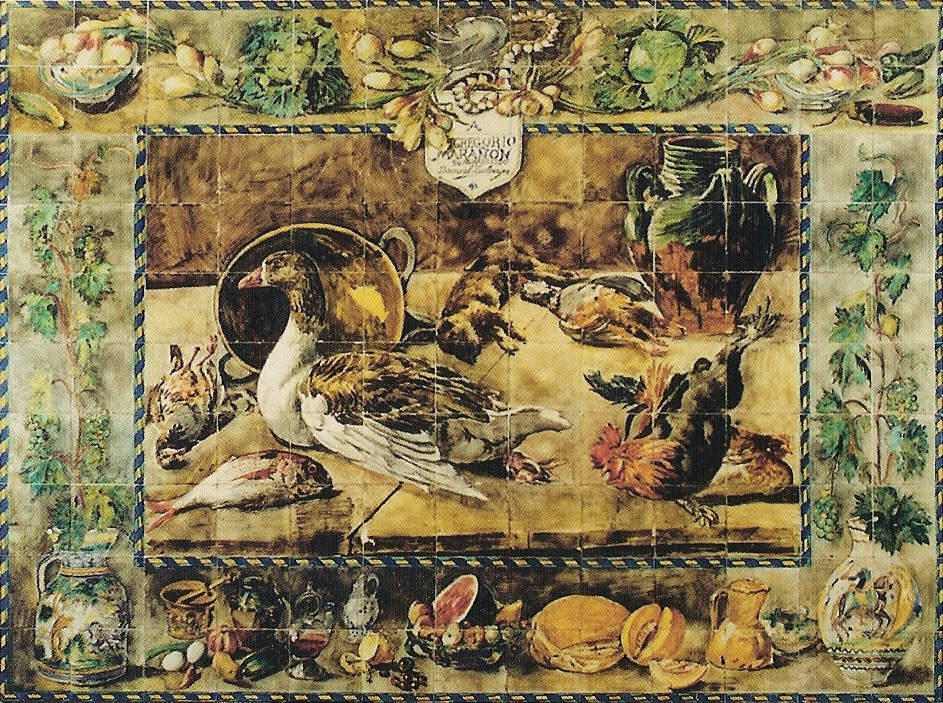
Mural con bodegón realizado y regalado por Daniel Zuloaga a Gregorio Marañón; localizado en el Cigarral de Menores (Toledo).

El llamado Cigarral de Menores, primitivamente denominado de los Clérigos Menores, y conocido también, por los nombres Cigarral de los Dolores y Cigarral de Marañón, se sitúa al sur del municipio de Toledo (España). Su construcción original data entre 1593 y 1602, y se atribuye a D. Jerónimo de Miranda Vivero, canónigo de la catedral de Toledo, quien en 1618 lo dona a la orden de los Clérigos Menores para fundación del convento llamado de San Julián.
La traza del primitivo proyecto de construcción debió de ser obra de Juan Bautista Monegro; pues el aparejador era Andrés de Montoya, a la sazón aparejador del Alcázar y de la Catedral, que trabajaba habitualmente con él.
Durante los dos siguientes siglos, el cigarral es utilizado por la citada orden religiosa, dedicando sus terrenos a diversos cultivos.
En el siglo XIX se producen cambios importantes en el cigarral. Abandonado durante un tiempo en la Guerra de la Independencia, el convento sufre serios daños. Tras la vuelta de la comunidad religiosa será desamortizado en 1835, pasando, desde 1836 a 1921, por distintos propietarios.
En 1921, el doctor Gregorio Marañón adquiere el cigarral, denominándolo «Cigarral de los Dolores» en homenaje a su esposa.
Durante los siguientes años el cigarral se convierte en lugar de encuentro de importantes personalidades políticas, culturales y científicas; hasta que la Guerra Civil hace que el propietario tenga que abandonar España, sufriendo de nuevo el cigarral importantes daños.
Al finalizar la Guerra Civil, la familia Marañón emprende la restauración del cigarral. Y, tras el fallecimiento del doctor Marañón en 1960, el cigarral va a ser cuidado durante los siguientes años fundamentalmente por su hija Belén.
En 1978, tras el fallecimiento de la esposa de Gregorio Marañón, el cigarral será adquirido por Gregorio Marañón Bertrán de Lis, nieto del doctor Marañón, quien ha llevado a cabo diversas obras de conservación y mejora del mismo, que han preservado sus espacios más notables.
Dentro del perímetro de la parcela del cigarral se producen diferentes cultivos (unos 800 olivos y diversos tipos de frutales); y también hay una zona de erial, encinas, matas de monte bajo y terreno para pastos. Además de la vivienda del propietario, aparecen otras edificaciones, como un invernadero, una perrera, un gallinero, un palomar reconstruido, una cochera y un estanque de riego. Diversos caminos comunican el cigarral, en cuyos terrenos también destaca la aparición de varias esculturas, como «La escultura realizada por Eduardo Chillida», instalada para conmemorar el nacimiento del doctor Gregorio Marañón, o «El busto de Gregorio Marañón», realizado en granito, obra de Barral, de 1931, situado junto al banco donde se supone que Bécquer se sentaba a contemplar Toledo.
Otra pieza interesante es el Reloj de Sol, realizado en piedra con forma circular, de gran tamaño, regalo del conde de Romanones a Gregorio Marañón, instalado en la plazoleta que hay delante de la entrada al edificio. Con respecto a los jardines, tienen una disposición aterrazada, y han sido objeto de una restauración para intentar recuperar un aspecto renacentista; en el exterior aparecen también varias fuentes de pilón, una de ellas una fuente bautismal, y una columna de piedra rematada por una cruz de metal.
Por lo que respecta a la residencia, es de estilo renacentista, con elementos de arquitectura popular, y está realizada con aparejo toledano de mampostería con verdugadas de ladrillo. Tiene dos plantas, que aprovechan el desnivel del terreno. La planta superior, en la entrada del edificio, se convierte en planta baja en el lado que se abre a la plazoleta antes señalada. En la planta inferior, destaca la fachada, que se abre al lado este a través de una arquería de tres arcos de medio punto sustentados por columnas toscanas. Dan a esta fachada el comedor, o refectorio, y el ante despacho y el despacho del doctor Marañón, conservados tal y como él los dejó. También en la planta inferior se encuentra la capilla, que ocupa un lateral, cuenta con obras de gran calidad en su interior y cuya entrada está decorada con yeserías. Se accede a la planta superior de la vivienda por una escalera, unida a la galería de columnas, que presenta decoración de azulejos de cordelillo en los peldaños.